# 1917 w muzyce
Wydarzenia muzyczne w 1917 roku.

## Urodzili się
- 14 stycznia
  - Jerzy Golfert, polski śpiewak, aktor teatralny, muzyk i reżyser przedstawień muzycznych (zm. 2014)
  - Irena Lewińska, polska śpiewaczka koncertowa (sopran liryczny), pedagog (zm. 1992)
- 25 stycznia – Krystyna Szczepańska, polska śpiewaczka (mezzosopran) (zm. 1986)
- 27 stycznia – Helena Mołoń, polska śpiewaczka operowa (sopran) (zm. 2017)
- 31 stycznia – José Maceda, filipiński pianista, kompozytor, dyrygent i etnomuzykolog (zm. 2004)
- 14 lutego – Roman Mackiewicz, polski dyrygent i kierownik muzyczny oper (zm. 1999)
- 18 lutego
  - Packie Byrne, irlandzki muzyk folkowy (zm. 2015)
  - José Curbelo, kubański muzyk jazzowy (zm. 2012)
- 20 lutego – Juan Vicente Torrealba, wenezuelski harfista i kompozytor muzyki rozrywkowej (zm. 2019)
- 21 lutego – Tadd Dameron, amerykański pianista, aranżer i kompozytor jazzowy (zm. 1965)
- 23 lutego – Eta Tyrmand, białoruska kompozytorka (zm. 2008)[1]
- 28 lutego – George Malcolm, angielski klawesynista, pianista i pedagog muzyczny (zm. 1997)
- 2 marca – Desi Arnaz, kubański piosenkarz, aktor i producent telewizyjny (zm. 1986)
- 19 marca – Dinu Lipatti, rumuński pianista i kompozytor (zm. 1950)
- 20 marca – Vera Lynn, brytyjska wokalistka (zm. 2020)
- 21 marca – Anton Coppola, amerykański kompozytor operowy, dyrygent (zm. 2020)
- 24 marca – Alex Steinweiss, amerykański grafik, autor pierwszej płytowej okładki w historii muzyki rozrywkowej (zm. 2011)
- 30 marca – Els Aarne, estońska kompozytorka i pedagog (zm. 1995)
- 31 marca – Dorothy DeLay, amerykańska skrzypaczka i pedagog (zm. 2002)
- 7 kwietnia – Mongo Santamaría, kubański perkusista i bandleader jazzowy (zm. 2003)
- 8 kwietnia – Adam Andrzejewski, polski śpiewak (tenor) (zm. 1968)
- 12 kwietnia – Helen Forrest, amerykańska wokalistka jazzowa (zm. 1999)
- 22 kwietnia – Yvette Chauviré, francuska tancerka baletowa (zm. 2016)
- 25 kwietnia – Ella Fitzgerald, amerykańska śpiewaczka jazzowa (zm. 1996)
- 30 kwietnia – Bea Wain, amerykańska piosenkarka (zm. 2017)
- 1 maja – Lily Lian, francuska piosenkarka (zm. 2020)
- 14 maja – Lou Harrison, amerykański kompozytor (zm. 2003)
- 25 maja – Jimmy Hamilton, amerykański klarnecista jazzowy (zm. 1994)
- 28 maja – Papa John Creach(inne języki), amerykański skrzypek, członek zespołu Jefferson Airplane[2] (zm. 1994)
- 4 czerwca – Robert Merrill, amerykański śpiewak operowy (baryton) (zm. 2004)
- 7 czerwca – Dean Martin, amerykański piosenkarz i aktor pochodzenia włoskiego (zm. 1995)
- 11 czerwca – Edward Czerny, polski kompozytor, dyrygent, aranżer (zm. 2003)
- 20 czerwca – Igor Śmiałowski, polski aktor i piosenkarz (zm. 2006)
- 24 czerwca – Ramblin’ Tommy Scott, amerykański muzyk country (zm. 2013)
- 27 czerwca – Prenk Jakova, albański muzyk i kompozytor (zm. 1969)
- 30 czerwca – Lena Horne, amerykańska śpiewaczka jazzowa i aktorka filmowa (zm. 2010)
- 7 lipca – Iva Withers, amerykańska aktorka i piosenkarka (zm. 2014)
- 14 lipca – Ludwik Stefański, polski pianista, pedagog (zm. 1982)
- 18 lipca – Henri Salvador, francuski piosenkarz, kompozytor jazzowy (zm. 2008)
- 26 lipca – Alberta Adams, amerykańska wokalistka bluesowa (zm. 2014)
- 6 sierpnia – Branka Musulin, chorwacka i niemiecka pianistka, pedagog muzyczny (zm. 1975)
- 22 sierpnia – John Lee Hooker, amerykański muzyk bluesowy (zm. 2001)
- 2 września
  - Laurindo Almeida, brazylijski gitarzysta jazzowy (zm. 1995)
  - Armando Trovajoli, włoski kompozytor muzyki filmowej (zm. 2013)
- 5 września – Art Rupe, amerykański producent muzyczny, właściciel wytwórni płytowej (Specialty Records), biznesmen (zm. 2022)
- 13 września – Robert Ward, amerykański kompozytor (zm. 2013)
- 14 września – Rudolf Baumgartner, szwajcarski skrzypek i dyrygent (zm. 2002)
- 15 września – Hilde Güden, austriacka śpiewaczka operowa (sopran) (zm. 1988)
- 17 września – Isang Yun, koreański kompozytor i pedagog (zm. 1995)
- 30 września – Buddy Rich, amerykański perkusista jazzowy (zm. 1987)
- 2 października – Francis Jackson, brytyjski organista i kompozytor (zm. 2022)
- 10 października – Thelonious Monk, amerykański pianista jazzowy i kompozytor (zm. 1982)
- 15 października – Paul Tanner, amerykański puzonista, muzyk Glenn Miller Orchestra (zm. 2013)
- 21 października – Dizzy Gillespie, amerykański trębacz, kompozytor i wokalista jazzowy, twórca scatu (zm. 1993)
- 7 listopada – Howard Rumsey, amerykański kontrabasista jazzowy (zm. 2015)
- 12 listopada – Jo Stafford, amerykańska piosenkarka (zm. 2008)
- 18 listopada – Pedro Infante, meksykański piosenkarz i aktor (zm. 1957)
- 28 listopada – Krystyna Druszkiewicz, polska pianistka, pedagog muzyczny (zm. 1992)
- 29 listopada – Merle Travis, amerykański piosenkarz country (zm. 1983)
- 3 grudnia – Zygmunt Estreicher, polski etnomuzykolog (zm. 1993)
- 15 grudnia – Hilde Zadek, niemiecka śpiewaczka operowa (sopran) (zm. 2019)
- 31 grudnia
  - Suzy Delair, francuska aktorka i piosenkarka (zm. 2020)
  - Evelyn Knight, amerykańska piosenkarka (zm. 2007)

## Zmarli
- 13 stycznia – Albert Niemann, niemiecki śpiewak operowy (tenor) (ur. 1831)
- 4 lutego – Antoni Małłek, polski kompozytor, dyrygent chórów polonijnych, wydawca muzyczny, nauczyciel muzyki, organista, działacz polonijny (ur. 1851)
- 10 lutego – Émile Pessard, francuski kompozytor (ur. 1843)
- 4 marca
  - Julius Bechgaard, duński kompozytor (ur. 1843)
  - Seweryn Berson, polski kompozytor, krytyk muzyczny, prawnik (ur. 1858)
- 25 marca – Spiridon Samaras, grecki kompozytor (ur. 1861)
- 1 kwietnia – Scott Joplin, afroamerykański kompozytor i pianista, popularyzator stylu ragtime (ur. 1868)
- 6 kwietnia – Josef Chládek, czeski kompozytor i pedagog (ur. 1857)
- 16 kwietnia – Adolf Kitschman, polski aktor i reżyser teatralny, śpiewak operowy, librecista (ur. 1854)
- 25 maja – Edward Reszke, polski śpiewak operowy (bas) (ur. 1853)
- 12 czerwca – Teresa Carreño, wenezuelska pianistka, kompozytor i dyrygent (ur. 1853)
- 16 lipca – Philipp Scharwenka, polsko-niemiecki kompozytor i pedagog (ur. 1847)
- 8 września – Charles-Édouard Lefebvre, francuski kompozytor (ur. 1843)
- 3 października – Eduardo Di Capua, włoski piosenkarz i kompozytor (ur. 1865)
- 15 października – Mata Hari, holenderska tancerka (ur. 1876)
- 7 grudnia – Ludwig Minkus, austriacki kompozytor, dyrygent, pedagog (ur. 1826)